# Édouard Baer
Édouard Baer (París, 1 de diciembre de 1966) es un actor francés. Asimismo, es realizador, productor, guionista, dramaturgo y presentador de radio y televisión.

## Biografía

### Familia
Édouard Baer proviene de una familia judía alsaciana. Es hermano de Julien Baer. Es el nieto del letrista y escritor René Baer.

### Infancia y escolaridad
Crece en París y allí estudia, entre otros, en el Collège Stanislas.

### Carrera
A la edad de 18 años, se inscribe al cours Florent, donde es alumno de la actriz y directora de escena Isabelle Nanty, de la que se convertirá en asistente.
Conoce a Ariel Wizman y en 1992, presentan juntos el programa radiofónico La Grosse Boule, emitido en Radio Nova hasta el año 1997. Después de un breve paso por Canal Jimmy para presentar el programa Nonante en 1993, llaman la atención de Alain de Greef presentando, en 1994, su propio programa en la cadena de pago: « À la rencontre de divers aspects du monde contemporain ayant pour point commun leur illustration sur support visuel » (Al encuentro de varios aspectos del mundo contemporáneo que tienen en común su ilustración sobre soporte visual).
Más tarde, Édouard Baer continúa en solitario en Canal +, presentando el apartado Centre de visionnage (centro de visionado) desde 1997 hasta 1999.
En el 2000, escribe y realiza su primera película La Bostella, en la que desempeña el papel protagonista.
En el 2004, escribe y realiza Akoibon, en la que comparte cartel con Jean Rochefort.
Ejerce de maestro de ceremonias en el Festival de Cannes 2008 y el Festival de Cannes 2009.
En el 2009, participa en los documentales Rendez-vous en terre inconnue (Cita en tierra desconocida)
El 2 de agosto de 2010, su obra teatral Miam Miam es retransmitida en directo en France 2, dentro del marco del festival de Ramatuelle.
En 2010, interpreta a dúo Le Miroir del álbum de Babet, Piano Monstre.
En octubre de 2012, interpreta a Astérix en la película Au service de sa Majesté (Astérix & Obélix: Al servicio de Su Majestad).
El 13 de febrero de 2013,  aparece en cartel de Turf la nueva película de Fabien Onteniente, junto a Alain Chabat y Philippe Duquesne.

## Filmografía
- Señorita J (2019)
- Turf (2013)
- Astérix y Obélix al servicio de su majestad (2012)
- Un monde à nous (2008)
- Seuls two (2008)
- Passe-passe (2008)
- Crosse (2007)
- La fille coupée en deux (2007)
- J'ai toujours rêvé d'être un gangster (2007)
- Molière (2007)
- Je pense à vous (2006)
- Les brigades du Tigre (2006)
- Combien tu m'aimes? (2005)
- Akoibon (2005)
- Double Zéro (2004)
- Le Bison (2003)
- Astérix y Obélix: Misión Cleopatra (2002)
- Terror Firmer (1999)